# Novi (Léninski, Timashovsk, Krasnodar)
Novi (del ruso: Новый) es un jútor del raión de Timashovsk del krai de Krasnodar, en Rusia. Está situado en la orilla izquierda del río Beisuzhok Izquierdo, afluente del río Beisug, frente a Barybinski, 10 km al nordeste de Timashovsk y 72 km al norte de Krasnodar, la capital del krai. Tenía 85 habitantes en 2010.
Pertenece al municipio Novoléninskoye.

## Historia
Fue fundado en 1924 con el nombre de Rykovo.